# Phacidiella
Phacidiella is een geslacht van schimmels uit de orde Helotiales. De familie is nog niet met zekerheid bepaald (incertae sedis). De typesoort is Phacidiella salicina.

## Soorten
Volgens Index Fungorum telt het geslacht zes soorten (peildatum februari 2022):
| Soortnaam              | Auteur(s)                 | Publicatiejaar |
| ---------------------- | ------------------------- | -------------- |
| Phacidiella alsophilae | Crous                     | 2020           |
| Phacidiella asperulina | (Bubák) B. Sutton         | 1980           |
| Phacidiella podocarpi  | Crous & A.R. Wood         | 2014           |
| Phacidiella salicina   | P. Karst.                 | 1884           |
| Phacidiella tomispora  | (Berl. & Bres.) B. Sutton | 1980           |
| Phacidiella viticola   | Purohit & G.C. Chawla     | 1989           |